# Vittorio Crivelli

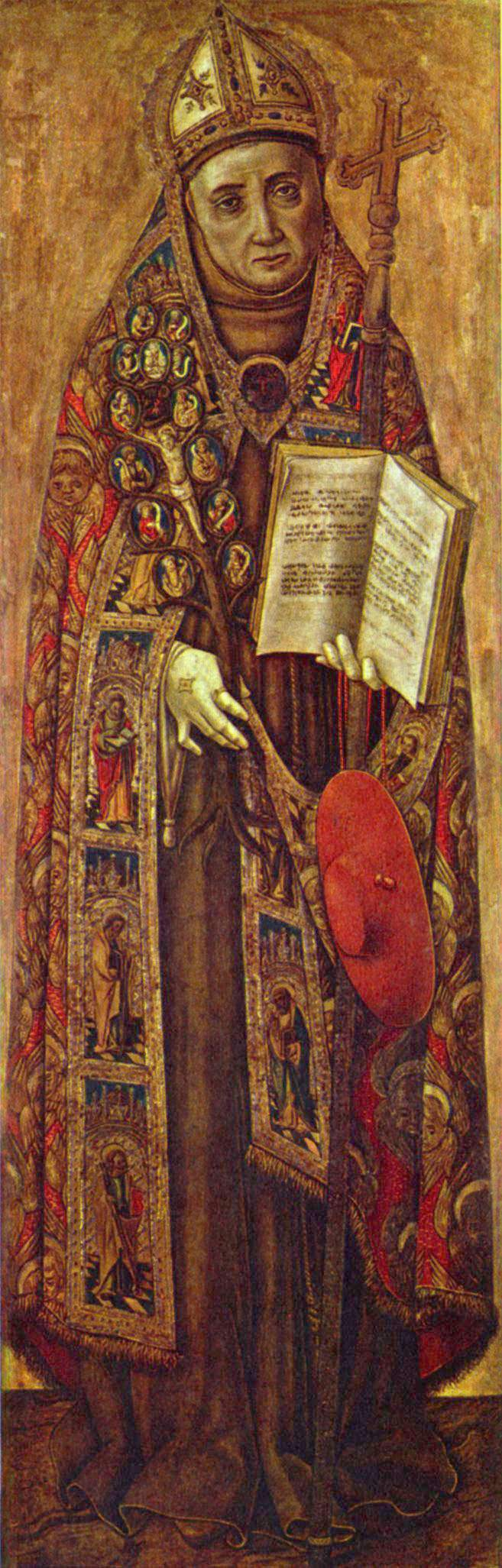
Saint Bonaventure, Rijksmuseum, Amsterdam.

Vittorio Crivelli ou Vittore Crivelli (Venise, vers 1440 - Fermo, 1501 ou 1502) est un peintre italien de la Première Renaissance actif au XVe siècle.

## Biographie
Vittorio Crivelli est né dans une famille d'artistes, car son père Giacomo et son frère Carlo Crivelli étaient peintres. Il commence sa carrière artistique en tant que collaborateur de son frère, avec qui en 1465 il s'installe à Zara en Dalmatie. Là, il a commencé une carrière indépendante. Après de nombreuses années de résidence en Dalmatie, il a de nouveau suivi les traces de son frère aîné et, en 1481, il a déménagé dans les Marches , s'installant à Fermo, où il apparaît comme résident en 1489 où il signe un contrat pour la réalisation d'un polyptyque (Madone trônant avec saints, pinacothèque Vaticane) pour l'église de la Madonna di Loreto à Montelparo. Dans la même année il peint un polyptyque pour l'église San Francesco de Fermo (conservé au Philadelphia Museum of Art).
De cette période datent des œuvres ayant survécu et signées de sa main. La plupart représentent des Madones : deux polyptyques des églises de Monte San Martino, un de 1489 (Santa Maria del Pozzo), et un second de 1490 (San Martino).
Il semble qu'il ait vécu et travaillé confortablement dans cette ville jusqu'à sa mort.
Bien que son frère Carlo ait femme et enfants, le 3 septembre 1495 il demande à la municipalité d'Ascoli Piceno d'être désigné comme son unique et légitime héritier, ce qui permet de dater la mort du frère. Le 12 août 1501, il est chargé de peindre un polyptyque pour l'église de san Francesco à Osimo, qu'il ne put achever en raison de sa mort.

## Œuvres
De nombreux exemples de ses travaux se trouvent au Metropolitan Museum of Art (New York), à la  Pinacothèque de Brera (Milan), au Musée du Petit Palais (Avignon) au Musée du Vatican, à l'Ashmolean Museum (Oxford), au Fitzwilliam Museum (Cambridge) ou au Philadelphia Museum of Art.
- Couronnement de la Vierge, Indiana University Art Museum, Bloomington,
- Crucifixion, Musei Civici di Fermo, Marches, Italie,
- Madone avec deux anges et un donateur et Madone avec deux anges, Metropolitan Museum of Art, New York,
- Madone trônant avec saints, Musées du Vatican, Rome,
- Vierge et l'Enfant trônant entre deux anges, Musée du Petit Palais, Avignon,
- Vierge adorant l'Enfant entre deux angelots musiciens, Musée du Petit Palais, Avignon,
- Vierge et l'Enfant trônant, avec saints et anges, Philadelphia Museum of Art,
- Vierge et l'Enfant trônant, avec saints, Fitzwilliam Museum, Cambridge, Royaume-Uni,
- Madone trônant avec deux anges musiciens,
- Lamentation,
- Pietà,
- Polyptyque (1489) (en collaboration avec son frère Carlo), église Santa Maria del Pozzo, Monte San Martino,
- Sainte Catherine d'Alexandrie,
- San Giacomo della Marca,
- Saint Jean Évangéliste (vers 1500),
- Saint Julien, Musée du Petit Palais, Avignon,
- Saint Louis de France et son pendant Saint Bonaventure, Rijksmuseum Amsterdam, inv. no SK-A-3390 et SK-A-3391,
- Saint Michel, huile sur toile, vers 1500, Musée du Petit Palais, Avignon,
- Saint Pierre, huile sur toile, vers 1500, Musée du Petit Palais, Avignon,
- Triptyque (1490), église San Martino, Monte San Martino, Marches, Italie.

Œuvres de Vittorio Crivelli
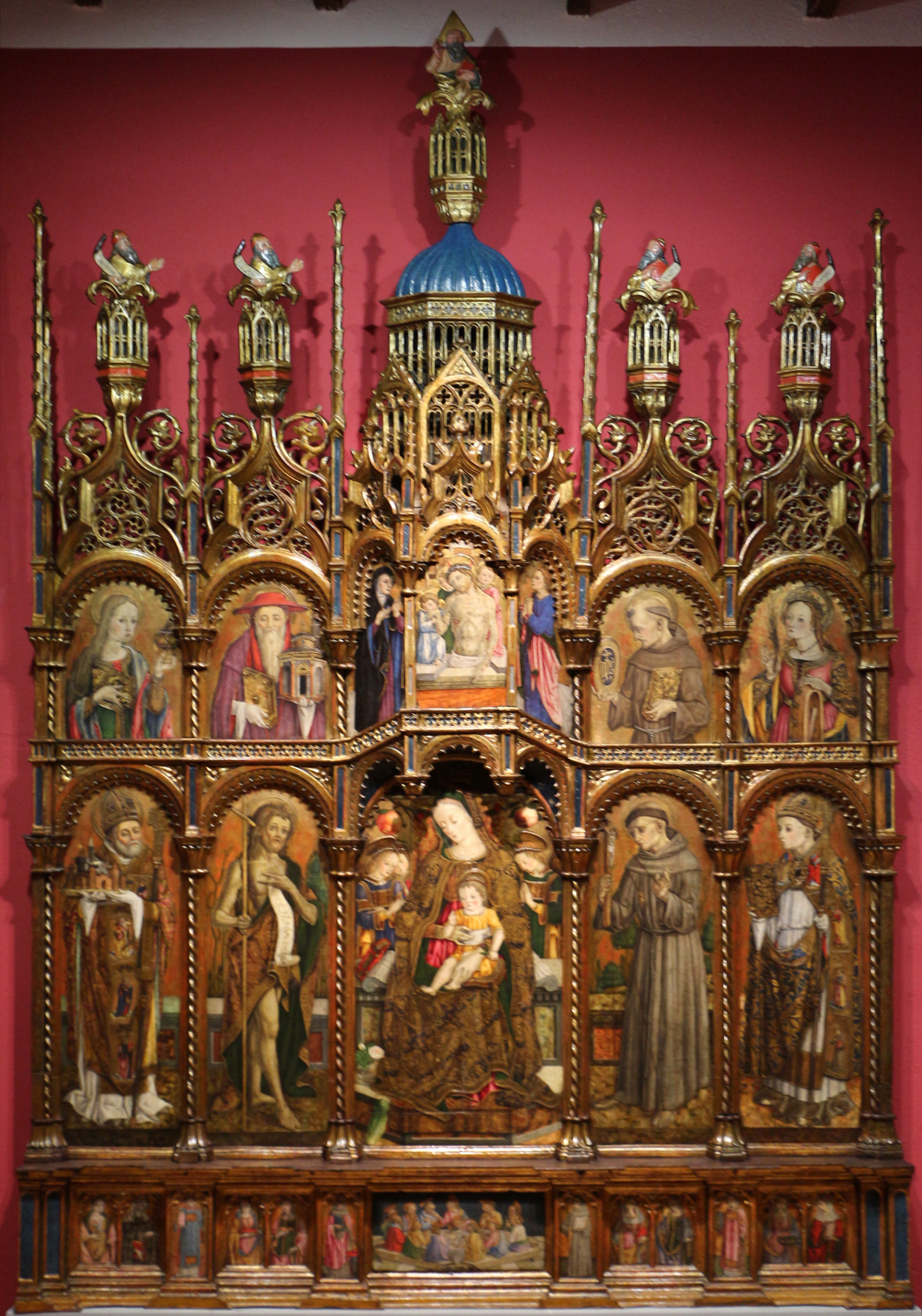
Polyptyque de San Severino Marche.
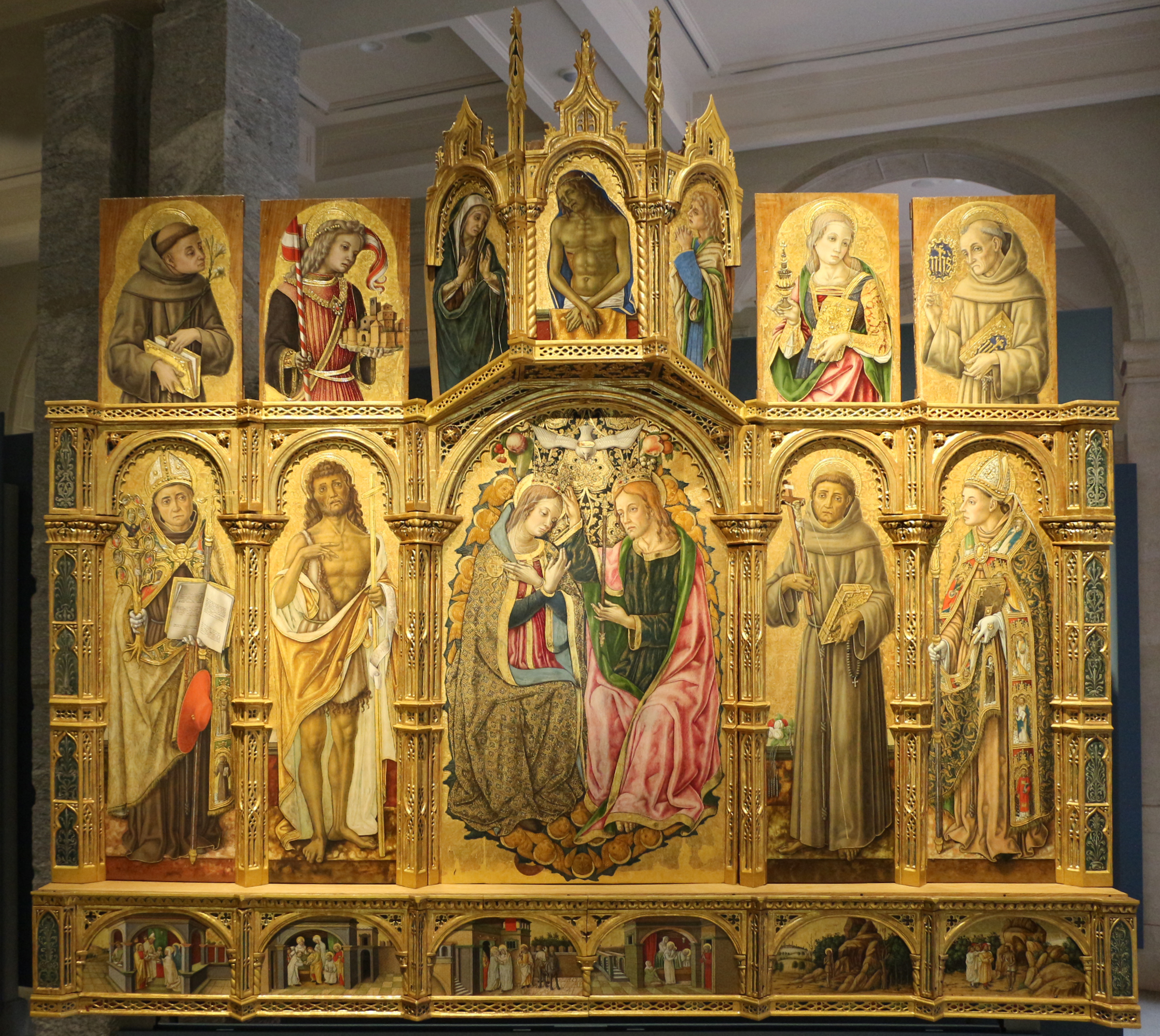
Polyptyque de Sant'Elpidio a Mare.
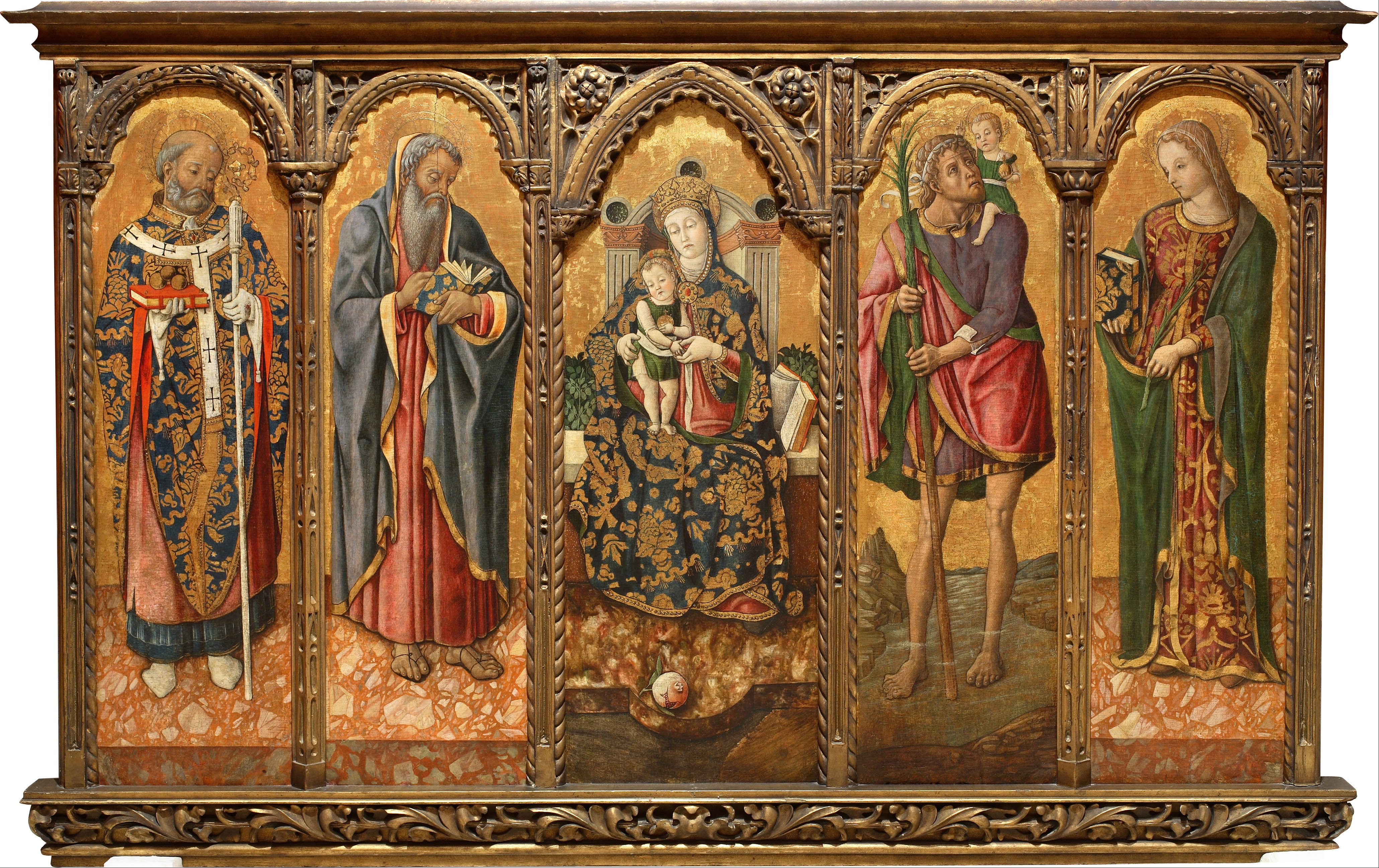
Polyptyque du musée Pushkin, Moscou.
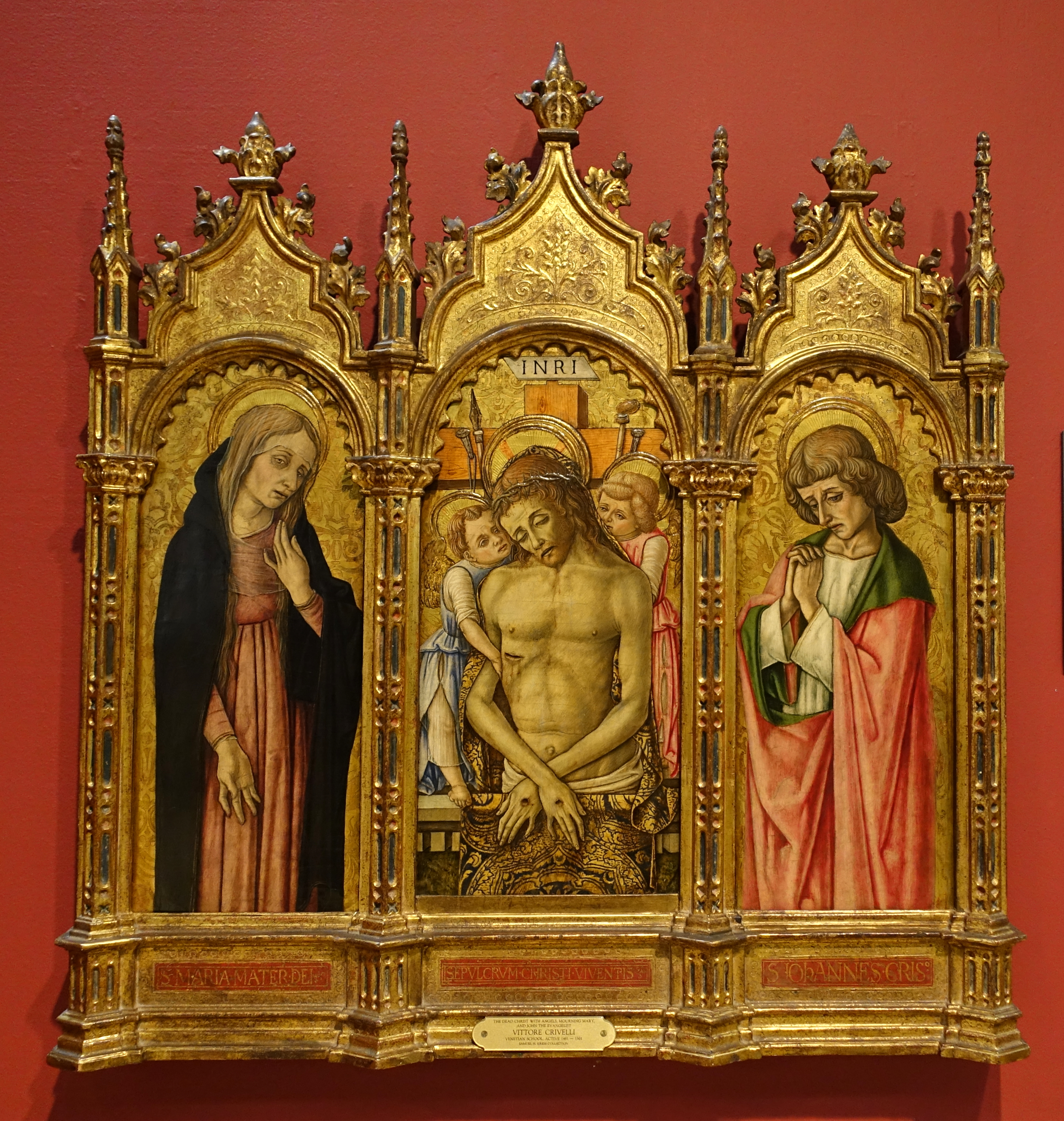
Triptyque dela Pietà du Tucson Museum of Art.